# كلونازيبام
كلونازيبام (بالإنجليزية: Clonazepam)‏ هو دواء يستخدم للوقاية من نوب الصرع واضطرابات الهلع والقلق واضطراب الحركة المعروف بالتململ وعلاجها، ويباع تحت الاسم التجاري كلونوبين. يُعد الكلونازيبام مهدئًا عصبيًا من صنف البنزوديازيبينات، ويُؤخذ عبر الفم. تبدأ تأثيراته خلال ساعة، وتستمر من ستة إلى 12 ساعة.
تتضمن التأثيرات الجانبية الشائعة النعاس وسوء التناسق الحركي والهياج. قد يؤدي الاستعمال طويل الأمد إلى التحمل الدوائي والإدمان وأعراض الانسحاب عند الإيقاف المفاجئ. يحدث الإدمان عند ثلث الأشخاص الذين يتناولون الكلونازيبام لمدة تتجاوز أربعة أسابيع. تزداد خطورة الانتحار خصوصًا عند الأفراد المصابين بالاكتئاب مسبقًا. قد يسبب الدواء أذيةً جنينيةً عند استخدامه خلال الحمل. يرتبط الكلونازيبام مع مستقبلات غابا-أ وذلك يزيد تأثير الناقل العصبي المثبط الرئيس حمض غاما- أمينو بيوتريك (غابا).
سُجلت براءة اختراع الدواء عام 1960، وأدخلته شركة هوفمان-لا روش أسواق الولايات المتحدة عام 1975، وهو متاح بشكل أدوية مكافئة.في عام 2019، احتل كلونازيبام المرتبة 46 في قائمة أشيع الأدوية الموصوفة في الولايات المتحدة الأمريكية بأكثر من 15 مليون وصفة. يشيع استخدام الدواء لأغراض ترفيهية في العديد من المناطق حول العالم.

## الاستخدامات الطبية
يُوصف الكلونازيبام للعلاج قصير الأمد للصرع والقلق واضطراب الهلع مع أو دون رهاب الخلاء.

### النوب الصرعية
يُعد الكلونازيبام -مثل بقية البنزوديازيبينات- خطًا أول في علاج النوب الصرعية الحادة، لكنه غير مناسب للعلاج طويل الأمد بسبب ظاهرة التحمل الدوائي للتأثيرات المضادة للاختلاج.
أظهر الكلونازيبام فعاليةً في علاج الصرع عند الأطفال، ويبدو أنه يُثبط فعالية النوب الصرعية عند مستويات مصلية منخفضة. يُستخدم الكلونازيبام أحيانًا في أشكال نادرة محددة من صرع الطفولة، لكن يبدو أنه عديم الفعالية في السيطرة على التشنجات الطفولية. يُوصف الدواء أساسًا للتدبير الحاد للصرع. أظهر الكلونازيبام فعاليةً في التدبير الإسعافي للحالة الصرعية غير الاختلاجية، لكن تأثيراته كانت مؤقتةً عند العديد من الأشخاص، لذلك يضاف الفينيتوين إلى علاجهم لضمان استمرار هجوع النوب لديهم.
نال الدواء موافقة الاستخدام لعلاج نوب الغياب النموذجية واللانموذجية والنوب الرمعية العضلية الطفولية والنوب الرمعية العضلية ونوب الصرع الارتخائية. قد تستفيد مجموعة فرعية من مرضى الصرع المعند من الاستخدام طويل الأمد للكلونازيبام، وقد يُشكل البنزوديازيبين كلورازيبات بديلًا مناسبًا بسبب البداية البطيئة للتحمل الدوائي.

### اضطرابات القلق
- اضطراب الهلع مع أو دون رهاب الخلاء.[24]
- أظهر الكلونازيبام أيضًا فعاليةً في علاج اضطرابات القلق الأخرى مثل الرهاب الاجتماعي، لكن هذا ينتمي لاستخداماته غير المصرح بها.

ثبتت فعالية الكلونازيبام في العلاج قصير الأمد لاضطراب الهلع في تجارب سريرية مضبوطة. اقترحت بعض التجارب أن فعالية الكلونازيبام تستمر حتى ثلاث سنوات دون تطور التحمل الدوائي، لكنها لم تشمل المقارنة بالعلاج الوهمي. يُعد الكلونازيبام فعالًا أيضًا في علاج الهوس الحاد.
الاضطرابات العضلية
يمكن علاج متلازمة تململ الساقين باستخدام الكلونازيبام ضمن الخط العلاجي الثالث، إذ ما يزال استخدامه قيد الدراسة. يستجيب صرير الأسنان أيضًا على العلاج لفترة قصيرة. يتحسن اضطراب نوم حركة العين السريعة السلوكي على الجرعات المنخفضة من الكلونازيبام بشكل جيد.
- علاج التململ الحاد والمزمن المحرض بمضادات الذهان.
- فرط التوتر التشنجي المرافق للتصلب الجانبي الضموري.
- متلازمة الانسحاب الكحولي.

أخرى
- تُستخدم البنزوديازيبينات أحيانًا (مثل الكلونازيبام) لعلاج الهوس أو العنف المحرض بالذهان الحاد. تعطى البنزوديازيبينات في هذا السياق لوحدها أو بالمشاركة مع أدوية الخط الأول الأخرى مثل الليثيوم أو الهالوبيريدول أو الريسبيريدون. لم يُعرف بعد مقدار فعالية تناول البنزوديازيبينات مع دواء مضاد للذهان ويحتاج هذا إلى بحث إضافي لتحديد ما إذا كانت البنزوديازيبينات أكثر فعاليةً من مضادات الذهان عند الحاجة الملحة لتهدئة المريض.[27]
- داء الجفلان.[28]
- تُعالَج أشكال عديدة من خطل النوم واضطرابات النوم الأخرى بالكلونازيبام.[29]
- لا يُعتبر الدواء فعالًا في الوقاية من نوب الصداع النصفي.[30]

## الأعراض الجانبية

### شائعة
- النعاس[31]
- حدة الطبع والعدوانية[32]
- نقص الدوافع[33]
- فقدان الرغبة الجنسية
  - الدوخة
  - أعراض تشبة أعراض مدمن المؤثرات العقلية
  - الهلوسة[34]
  - فقدان ذاكره قصير المدى[35]
- من الممكن التسبب أو الزيادة في أعراض الاكتئاب[7]

### أحياناً
- آثار نفسانية ونفسية حادة[36][37]
- تغيرات في الشخصية[38]
- اضطرابات سلوكية[39]

### نادرة
- الذهان[40]
- سلس البول[41][42][43]
- فشل الكبد[44]

### طويلة المدى
تشمل الآثار الجانبية طويلة المدى الاكتئاب والعجز الجنسي.

### الانسحابية
- القلق، حدة الطبع، الأرق
- نوبات الهلع

## احتياطات خاصة
قم بأعلام طبيبك في حالة كنت تأخذ ادوية أخرى سواءاً للضغط أو السكري أو لحالات نفسية أخرى لانه قد يكون هناك تعارض بين الكلونازيبام والادوية التي تأخذها في الوقت الحالي وبعض حالات التعارض بين الادوية تؤدي إلى اعراض تهدد الحياة وسلامة الفرد
كما ان الدواء يجب استخدامة بحذر شديد وبمتابعة طبية مستمرة للذين يعانون من
- امراض الكبد أو الكلى أو كلاهما
- الغلوكوما (Glaucoma) المياه الزرقاء في العين
- الربو، انتفاخ الرئة، التهاب الشعب الهوائية، اضطراب الانسداد الرئوي المزمن أو أي مشاكل تتعلق بالتنفس أو الجهاز التنفسي
- في حالة تم تشخيصك بالأكتئاب أو ان كنت تعاني من افكار انتحارية أو لديك سلوك انتحاري،
- تاريخ من الإدمان على الكحول والمخدرات

## التحمل والانسحاب
مثل بقية البنزوديازيبينات، يعد كلونازيبام مُعدِلًا تفارغيًا يؤثر إيجابيًا على المستقبلات من نوع غابا. يطور ثلث المرضى المعالجين بكلونازيبام لمدة تتجاوز أربعة أسابيع تحملًا للدواء ويشعرون بأعراض الانسحاب عند خفض الجرعة. تزيد الجرعات العالية والاستخدام طويل الأمد من خطر وشدة الاعتماد وأعراض الانسحاب. يمكن أن تحدث نوبات صرعية أو ذهان في حالات الانسحاب الشديدة، ويحدث القلق والأرق في حالات الانسحاب الأقل شدة. يقلل التخفيض التدريجي للجرعة من شدة متلازمة انسحاب البنزوديازيبين. نظرًا لخطر حدوث التحمل ونوبات الانسحاب، لا ينصح باستخدام كلونازيبام مدة طويلة في حالات الصرع. يمكن التغلب على التحمل من خلال رفع الجرعة، لكن المريض سيطور تحملًا للجرعات العالية عندها ما سيزيد من التأثيرات الجانبية. تشمل آليات التحمل نزع حساسية المستقبلات، والتنظيم بالإنقاص، وفصل المستقبلات، وتعديل تركيب الوحدات الفرعية، وترميز النسخ الجيني.
يحدث تحمل تأثير كلونازيبام المضاد للاختلاج عند الحيوانات والبشر. لدى البشر، يُشاهد التحمل في كثير من حالات استخدام الدواء. يمكن أن يؤدي الاستخدام المزمن للبنزوديازيبينات إلى تطوير التحمل مع انخفاض في المواقع الرابطة للبنزوديازيبينات. يكون التحمل أكثر وضوحًا عند استخدام كلونازيبام مقارنةً بعقار آخر يدعى كلونازيبوكسيد. وبشكل عام، العلاج القصير الأمد أكثر فعالية من العلاج لمدة طويلة عند استخدام كلونازيبام في تدبير الصرع. وجدت الكثير من الدراسات أن التحمل يطال الخصائص المضادة للاختلاج التي يمنحها كلونازيبام في الاستخدام المزمن، وهو ما يحد من فعاليته طويلة الأمد باعتباره مضاد اختلاج.
قد يؤدي الإيقاف المفاجئ أو السريع لكلونازيبام إلى ظهور متلازمة انسحاب البنزوديازيبيبين، التي تسبب الذهان المتصف بمظاهر الانزعاج والهياج والعدوانية والقلق والهلوسة. يمكن ان يحفز الإيقاف المفاجئ حالة مهددة الحياة، وهي الحالة الصرعية. يجب تخفيض الأدوية المضادة للصرع، والبنزوديازيبينات مثل كلونازيبام على وجه الخصوص، على نحو بطيء وتدريجي لتخفيف آثار الانسحاب.  دُرس استخدام كاربامازيبين في علاج انسحاب كلونازيبام، وتبين أنه غير قادر على تحقيق الوقاية من الحالة الصرعية المحتملة.

## التفاعلات
يجب تجنب شرب الكحوليات

## زيادة الجرعة
تظهر على الفرد الذي يستهلك الكثير من الكلونازيبام الأعراض التالية:
- الغثيان
  - الدوخة
- انخفاض ضغط الدم
- الغيبوبة